# المزف

تعديل مصدري - تعديل

المزف هي إحدى حارات حي الظهار بمدينة إب اليمنية، بلغ تعداد سكانها 981 نسمة حسب تعداد اليمن لعام 2004.